# Łyżwiarstwo szybkie na Zimowych Igrzyskach Azjatyckich 2003
Łyżwiarstwo szybkie na Zimowych Igrzyskach Azjatyckich 2003 zostało rozegrane w dniach 3–6 lutego 2003 roku.
Zawody w tej dyscyplinie odbywały się w Hachinohe znajdującym się w Prefekturze Aomori, której stolica (Aomori) była oficjalnym gospodarzem Zimowych Igrzysk Azjatyckich 2003. Ta dyscyplina wchodząca w skład łyżwiarstwa rozgrywana była na lodowisku w parku łyżwiarstwa szybkiego.
Konkurencję otworzył książę Naruhito (następca tronu cesarstwa), który otworzył również ceremonię otwarcia Zimowych Igrzysk Azjatyckich. Hasłem przewodnim łyżwiarstwa szybkiego na ZIA 2003 było Pobiegnijcie z ogniem sportu.
Zdecydowanie najwięcej medali zdobyła reprezentacja kraju kwitnącej wiśni, która zakończyła igrzyska z dorobkiem 6 złotych, 5 srebrnych i 7 brązowych medali, co stanowiło 66,(6)7% wszystkich możliwych do zdobycia medali. Następne miejsce zajęła Korea Południowa (2,2,2), podium zamknęła Chińska Republika Ludowa (1,1,0), a 1 brązowy medal zdobyła reprezentacja Kazachstanu.
W tej dyscyplinie pokonanych zostało 9 rekordów – 5 przez mężczyzn, a 4 padły za sprawą żeńskich zawodniczek.
Indywidualnie najlepszymi zawodnikami pod względem konta medalowego byli Koreańczyk Lee Kyu-hyeok i Japonka Maki Tabata, którzy zdobyli dwa złote medale. Ci uczestnicy zawodów zdobyli jednocześnie złota we wszystkich dyscyplinach, w jakich startowali.

## Medaliści i medalistki

### Mężczyźni

#### Bieg na dystansie 500 m
| M. | Państwo | Zawodnik         | Wynik |
| -- | ------- | ---------------- | ----- |
| 1  | Japonia | Hiroyasu Shimizu | 35,36 |
| 2  | Japonia | Tomonori Kawata  | 36,20 |
| 3  | Japonia | Jōji Katō        | 36,40 |

#### Bieg na dystansie 1000 m
| M. | Państwo          | Zawodnik          | Wynik   |
| -- | ---------------- | ----------------- | ------- |
| 1  | Korea Południowa | Lee Kyu-hyeok     | 1:13,96 |
| 2  | Japonia          | Hiroyasu Shimizu  | 1:14,01 |
| 3  | Japonia          | Takaharu Nakajima | 1:14,05 |

#### Bieg na dystansie 1500 m
| M. | Państwo          | Zawodnik      | Wynik   |
| -- | ---------------- | ------------- | ------- |
| 1  | Korea Południowa | Lee Kyu-hyeok | 1:54,65 |
| 2  | Korea Południowa | Mun Joon      | 1:54,89 |
| 3  | Korea Południowa | Yeo Sang-yeop | 1:55,69 |

#### Bieg na dystansie 5000 m
| M. | Państwo    | Zawodnik           | Wynik   |
| -- | ---------- | ------------------ | ------- |
| 1  | Japonia    | Takahiro Nosaki    | 7:06,11 |
| 2  | Kazachstan | Radik Bikczentajew | 7:06,46 |
| 3  | Japonia    | Keato Miyazaki     | 7:12,45 |

#### Bieg na dystansie 10000 m
| M. | Państwo    | Zawodnik       | Wynik    |
| -- | ---------- | -------------- | -------- |
| 1  | Japonia    | Hiroki Hirako  | 14:45,49 |
| 2  | Kazachstan | Keato Miyazaki | 14:47,16 |
| 3  | Japonia    | Naoki Yasuda   | 14:50,45 |

### Kobiety

#### Bieg na dystansie 500 m
| M. | Państwo                  | Zawodniczka     | Wynik |
| -- | ------------------------ | --------------- | ----- |
| 1  | Chińska Republika Ludowa | Wang Manli      | 39,20 |
| 2  | Japonia                  | Yukari Watanabe | 39,23 |
| 3  | Japonia                  | Sayuri Osuga    | 39,67 |

#### Bieg na dystansie 1000 m
| M. | Państwo                  | Zawodniczka   | Wynik   |
| -- | ------------------------ | ------------- | ------- |
| 1  | Japonia                  | Aiki Tonoike  | 1:21,01 |
| 2  | Chińska Republika Ludowa | Wang Manli    | 1:21,49 |
| 3  | Japonia                  | Shihomi Sinya | 1:21,66 |

#### Bieg na dystansie 1500 m
| M. | Państwo          | Zawodniczka | Wynik   |
| -- | ---------------- | ----------- | ------- |
| 1  | Japonia          | Maki Tabata | 2:05,66 |
| 2  | Japonia          | Aki Tonoike | 2:08,79 |
| 3  | Korea Południowa | Baek Eun-bi | 2:09,61 |

#### Bieg na dystansie 3000 m
| M. | Państwo          | Zawodniczka | Wynik   |
| -- | ---------------- | ----------- | ------- |
| 1  | Japonia          | Maki Tabata | 4:29,58 |
| 2  | Korea Południowa | Baek Eun-bi | 4:31,41 |
| 3  | Japonia          | Eriko Isino | 4:34,14 |

## Indywidualna klasyfikacja zawodników i zawodniczek

### Mężczyźni
| Miejsce | Państwo            | Złoto | Srebro | Brąz | Razem |
| 1       | Lee Kyu-hyeok      | 2     | 0      | 0    | 2     |
| 2       | Hiroyasu Shimizu   | 1     | 0      | 1    | 2     |
| 3=      | Takahiro Nosaki    | 1     | 0      | 0    | 1     |
| 3=      | Hiroki Hirako      | 1     | 0      | 0    | 1     |
| 5       | Keato Miyazaki     | 0     | 1      | 1    | 2     |
| 6=      | Tomonori Kawata    | 0     | 1      | 0    | 1     |
| 6=      | Mun Joon           | 0     | 1      | 0    | 1     |
| 6=      | Radik Bikczentajew | 0     | 1      | 0    | 1     |
| 9=      | Jōji Katō          | 0     | 0      | 1    | 1     |
| 9=      | Takaharu Nakajima  | 0     | 0      | 1    | 1     |
| 9=      | Yeo Sang-yeop      | 0     | 0      | 1    | 1     |
| 9=      | Naoki Yasuda       | 0     | 0      | 1    | 1     |

### Kobiety
| Miejsce | Państwo         | Złoto | Srebro | Brąz | Razem |
| 1       | Maki Tabata     | 2     | 0      | 0    | 2     |
| 2=      | Aki Tonoike     | 1     | 1      | 0    | 2     |
| 2=      | Wang Manli      | 1     | 1      | 0    | 2     |
| 4       | Baek Eun-bi     | 0     | 1      | 1    | 2     |
| 5       | Yukari Watanabe | 0     | 1      | 0    | 1     |
| 6=      | Sayuri Osuga    | 0     | 0      | 1    | 1     |
| 6=      | Shihomi Sinya   | 0     | 0      | 1    | 1     |
| 6=      | Eriko Isino     | 0     | 0      | 1    | 1     |

## Klasyfikacja medalowa
| Miejsce | Państwo                  | Złoto | Srebro | Brąz | Razem |
| 1       | Japonia                  | 6     | 5      | 7    | 18    |
| 2       | Korea Południowa         | 2     | 2      | 2    | 6     |
| 3       | Chińska Republika Ludowa | 1     | 1      | 0    | 2     |
| 4       | Kazachstan               | 0     | 1      | 0    | 1     |
|         | razem                    | 9     | 9      | 9    | 27    |